# William Healey Dall
William Healey Dall (Boston, 21 agosto 1845 – Washington, 27 marzo 1927) è stato un naturalista, paleontologo e malacologo statunitense e uno dei primi esploratori scientifici dell'interno dell'Alaska.

## Biografia
Descrisse molti molluschi dell'Oceano Pacifico dell'America nord-occidentale e per molti anni fu l'autorità statunitense preminente su quanto riguardasse molluschi viventi e fossili. Dall ha anche dato un contributo sostanziale all'ornitologia, alla zoologia dei vertebrati e degli invertebrati, all'antropologia fisica e culturale, all'oceanografia e alla paleontologia. Inoltre ha effettuato osservazioni meteorologiche in Alaska per lo Smithsonian Institution.